# Liên hoan phim quốc tế San Sebastián
Liên hoan phim quốc tế San Sebastián (tiếng Tây Ban Nha: Festival Internacional de Cine de San Sebastián; tiếng Basque: Donostia Zinemaldia) là một liên hoan phim hàng năm thuộc loại A của Liên đoàn quốc tế các Hiệp hội các nhà sản xuất phim (FIAPF), được tổ chức tại thành phố San Sebastián, Tây Ban Nha từ năm 1953.

## Lịch sử

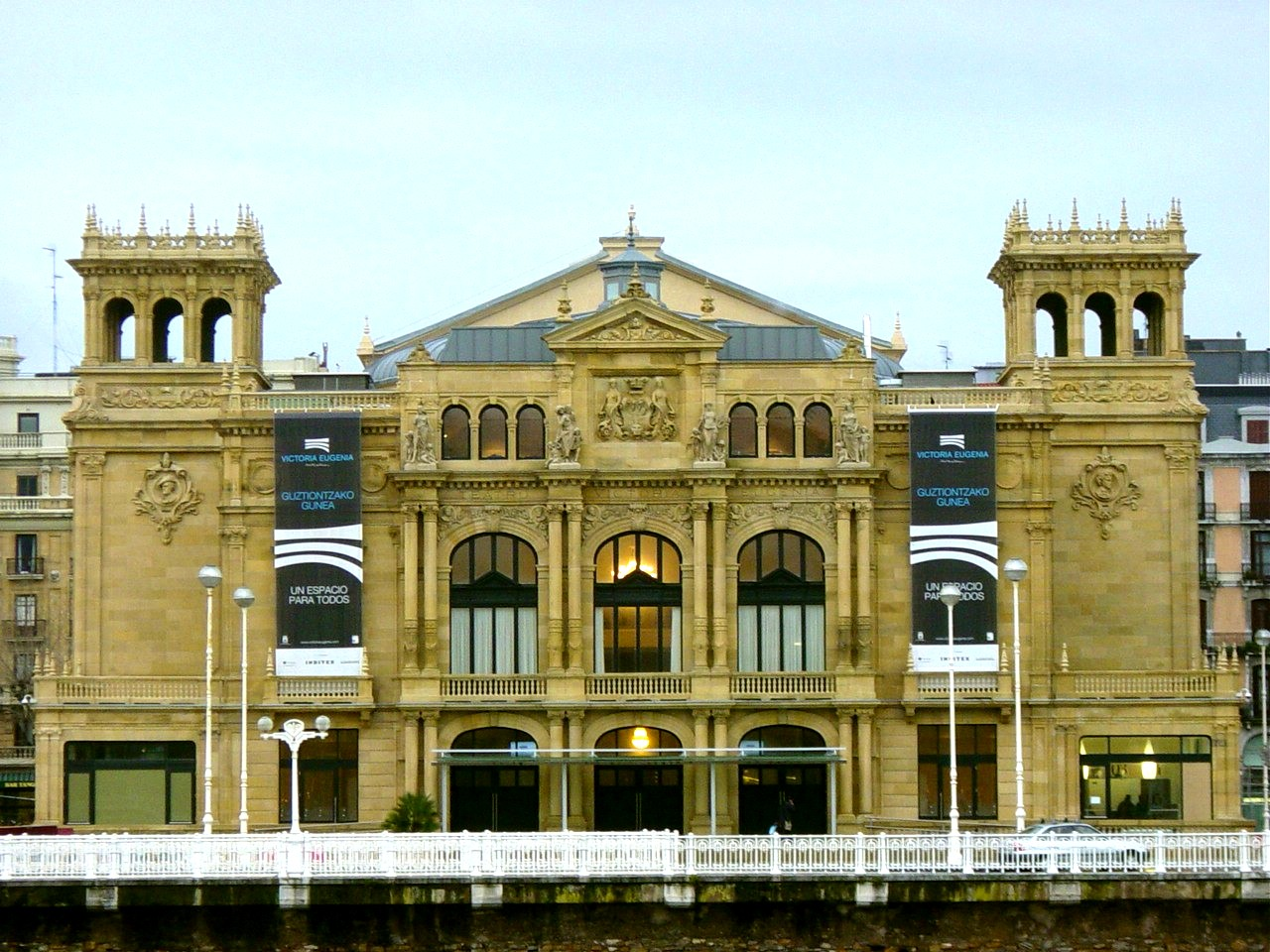
Rạp chiếu phim Victoria Eugenia

Ban đầu, liên hoan phim này chỉ nhằm vinh danh các phim nói tiếng Tây Ban Nha, nhưng từ cuối thập niên 1950, các phim nói tiếng khác đã được mời tham gia.
Các giải thưởng do Ban Giám khảo liên hoan phim bầu chọn, ngoại trừ một giải do khán giả bầu chọn cho phim hay nhất. Giải chính của liên hoan phim này là Giải Vỏ Sò vàng và Giải Vỏ Sò bạc. Mỗi năm, liên hoan phim này cũng vinh danh một, hai hoặc ba nam/nữ diễn viên bằng Giải Donostia.

## Các giải thưởng

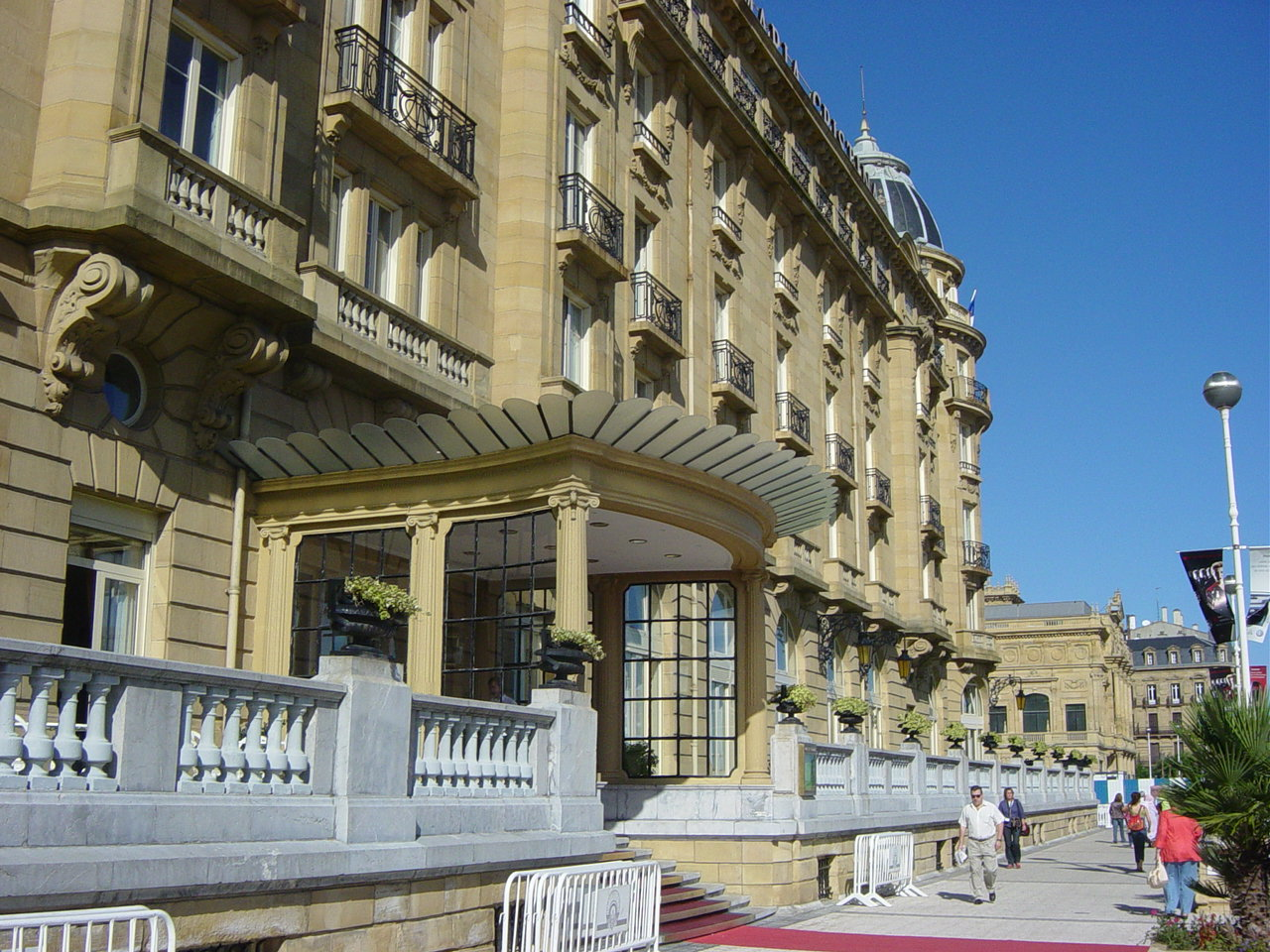
Khách sạn María Cristina trong thời gian tổ chức Liên hoan phim quốc tế San Sebastián

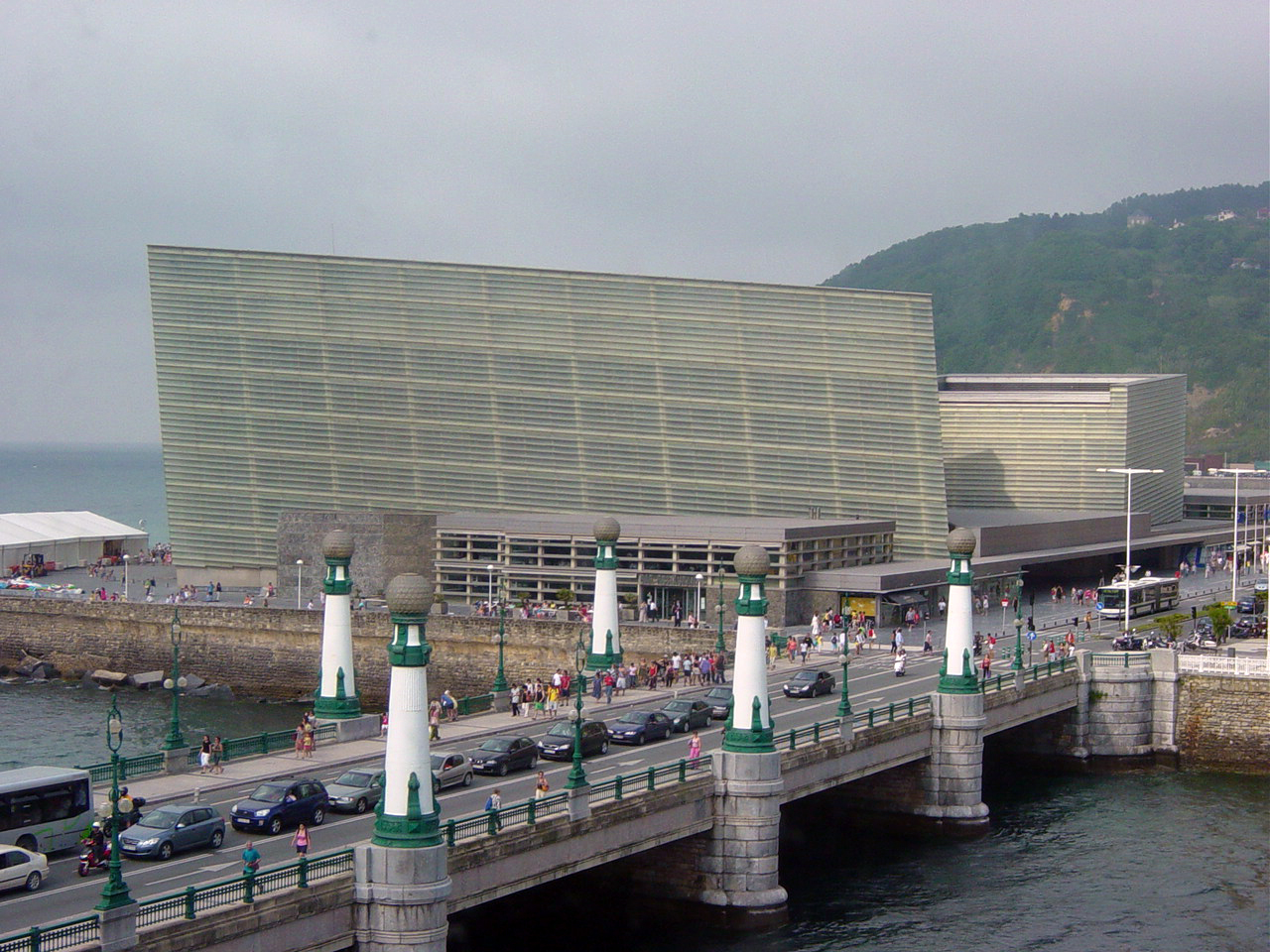
Dinh Kursaal

### Giải Vỏ Sò vàng
- Xem Giải Vỏ Sò vàng

### Giải cho đạo diễn xuất sắc nhất
| Năm  | Đạo diễn                              | Phim                                    |
| ---- | ------------------------------------- | --------------------------------------- |
| 1953 | Rafael Gil                            | La guerra de Dios                       |
| 1954 | Pedro Lazaga                          | La patrulla                             |
| 1955 |                                       |                                         |
| 1956 | Pietro Germi                          | Il ferroviere                           |
| 1957 |                                       |                                         |
| 1958 |                                       |                                         |
| 1959 |                                       |                                         |
| 1960 |                                       |                                         |
| 1961 | Alberto Lattuada                      | L'imprevisto                            |
| 1962 | Mauro Bolognini                       | Senilità                                |
| 1963 | Robert Enrico                         | Au coeur de la vie                      |
| 1964 | Miguel Picazo                         | La Tía Tula                             |
| 1965 | Mario Monicelli                       | Casanova 70                             |
| 1966 | Mauro Bolognini                       | Madamigella di Maupin                   |
| 1967 | Janusz Morgenstern                    | Yowita                                  |
| 1968 | Peter Collinson                       | The Long Day's Dying                    |
| 1969 |                                       |                                         |
| 1970 |                                       |                                         |
| 1971 |                                       |                                         |
| 1972 |                                       |                                         |
| 1973 |                                       |                                         |
| 1974 |                                       |                                         |
| 1975 |                                       |                                         |
| 1976 |                                       |                                         |
| 1977 | Alf Brustellin Bernhard Sinkel        | Der Mädchenkrieg                        |
| 1978 | Manuel Gutiérrez Aragón               | Sonámbulos                              |
| 1979 | Pál Gábor                             | Angi Vera                               |
| 1980 |                                       |                                         |
| 1981 |                                       |                                         |
| 1982 |                                       |                                         |
| 1983 |                                       |                                         |
| 1984 |                                       |                                         |
| 1985 | Francisco Lombardi                    | La ciudad y los perros                  |
| 1986 | Axel Corti                            | Welcome in Vienna                       |
| 1987 | Dominique Deruddere                   | Crazy Love                              |
| 1988 | Gonzalo Suárez                        | Remando al viento                       |
| 1989 | Miroslaw Bork                         | Konsul                                  |
| 1990 | Joel Coen                             | Miller's Crossing                       |
| 1991 | Bruce McDonald                        | Highway 61                              |
| 1992 | Goran Markovic                        | Tito i ja                               |
| 1993 | Philippe Lioret                       | Tombés du ciel                          |
| 1994 | Danny Boyle                           | Shallow Grave                           |
| 1995 | Mike Figgis                           | Leaving Las Vegas                       |
| 1996 | Francisco Lombardi                    | Bajo la piel                            |
| 1997 | Claude Chabrol                        | Rien ne va plus                         |
| 1998 | Fernando León de Aranoa               | Barrio                                  |
| 1999 | Zhang Yang Michel Deville (đồng hạng) | Shower La Maladie de Sachs              |
| 2000 | Reza Parsa                            | Före Stormen (Before the storm)         |
| 2001 | Jean-Pierre Ameris                    | C'est la vie                            |
| 2002 | Chen Kaige                            | Together                                |
| 2003 | Bong Joon-ho                          | Sa-lin-eui chu-eok (Memories of murder) |
| 2004 | Xu Jinglei                            | Letter from an Unknown Woman)           |
| 2005 | Zhang Yang                            | Sunflower                               |
| 2006 | Tom DiCillo                           | Delirious                               |
| 2007 | Nick Broomfield                       | Battle for Haditha                      |
| 2008 | Michael Winterbottom                  | Genova                                  |

### Giải Donostia
- 2008: Meryl Streep, Antonio Banderas
- 2007: Richard Gere, Liv Ullmann
- 2006: Max Von Sydow, Matt Dillon
- 2005: Willem Dafoe, Ben Gazzara
- 2004: Annette Bening, Jeff Bridges, Woody Allen
- 2003: Robert Duvall, Sean Penn, Isabelle Huppert
- 2002: Jessica Lange, Bob Hoskins, Dennis Hopper
- 2001: Julie Andrews, Warren Beatty, Francisco Rabal
- 2000: Michael Caine, Robert De Niro
- 1999: Anjelica Huston, Fernando Fernán Gómez, Vanessa Redgrave
- 1998: Jeanne Moreau, Anthony Hopkins, John Malkovich
- 1997: Michael Douglas, Jeremy Irons
- 1996: Al Pacino
- 1995: Lana Turner, Anthony Quinn
- 1994: Susan Sarandon, Catherine Deneuve
- 1993: Robert Mitchum
- 1992: Lauren Bacall
- 1991: Anthony Perkins
- 1990: Claudette Colbert
- 1989: Bette Davis
- 1988: Vittorio Gassman
- 1987: Glenn Ford
- 1986: Gregory Peck

## Các khách nổi tiếng từ năm 1953
| - Nam nữ diễn viên - Deborah Kerr - Audrey Hepburn - Gloria Swanson - Kirk Douglas - Leslie Caron - Monica Vitti - Francisco Rabal - Anthony Quinn - Nicholas Ray - Elizabeth Taylor - Fernando Rey - Imperio Argentina - Richard Burton - Gina Lollobrigida - Harrison Ford - Victoria Abril - Jacqueline Bisset - George Peppard - Luise Rainer - Alberto Sordi - Sydney Pollack - Peter O'Toole - Sidney Poitier - David Hasselhoff |  | - - Charlton Heston - Glenn Close - Anjelica Huston - Sophia Loren - Mel Gibson - Keanu Reeves - Matt Dillon - Antonio Banderas - Melanie Griffith - Gregory Peck - Glenn Ford - Vittorio Gassman - Bette Davis - Claudette Colbert - Anthony Perkins - Lauren Bacall - Robert Mitchum - Lana Turner - Susan Sarandon - Catherine Deneuve - Al Pacino - Michael Douglas - Jeremy Irons - Jeanne Moreau |  | - - Anthony Hopkins - John Malkovich - Fernando Fernán-Gómez - Vanessa Redgrave - Michael Caine - Robert De Niro - Warren Beatty - Jessica Lange - Bob Hoskins - Dennis Hopper - Isabelle Huppert - Sean Penn - Robert Duvall - Woody Allen - Annette Bening - Jeff Bridges - Ben Gazzara - Willem Dafoe - Max von Sydow - Ben Stiller - Adam Sandler - Charlize Theron - Mark Wahlberg - Demi Moore - Viggo Mortensen |  | - Các đạo diễn - Federico Fellini - Alfred Hitchcock - Jean-Luc Godard - King Vidor - Anthony Mann - Bernardo Bertolucci - Franco Zeffirelli - Francis Ford Coppola - Fritz Lang - Robert Altman - Howard Hawks - François Truffaut - Orson Welles - Luis Buñuel - Steven Spielberg - Josef von Sternberg - Nikita Mikhalkov - Pedro Almodóvar - Sergio Leone - Roman Polański - Sam Peckinpah - Joseph L. Mankiewicz - Stanley Donen - Ethan Coen - Bertrand Tavernier |